# ياب هيلدر
ياب هيلدر (بالهولندية: Jaap Helder)‏ هو ربان ‏ هولندي، ولد في 24 نوفمبر 1907 في Paterswolde ‏ في هولندا، وتوفي في 13 يناير 1998.

## وصلات خارجية
- ياب هيلدر على موقع أوليمبيديا (الإنجليزية)